# Tursiops
Genre
Statut CITES
Tursiops est un genre de cétacés de la famille des Delphinidae. Les espèces sont communément appelées « dauphins à gros nez ».

## Liste des espèces
Ce genre comprend trois espèces :
- Tursiops aduncus (Ehrenberg, 1833) — grand dauphin de l'océan Indien
- Tursiops truncatus (Montagu, 1821) — grand dauphin
  - Tursiops truncatus ponticus
  - Tursiops truncatus truncatus
- Tursiops australis (Charlton-Robb et al., 2011) — dauphin Burrunan

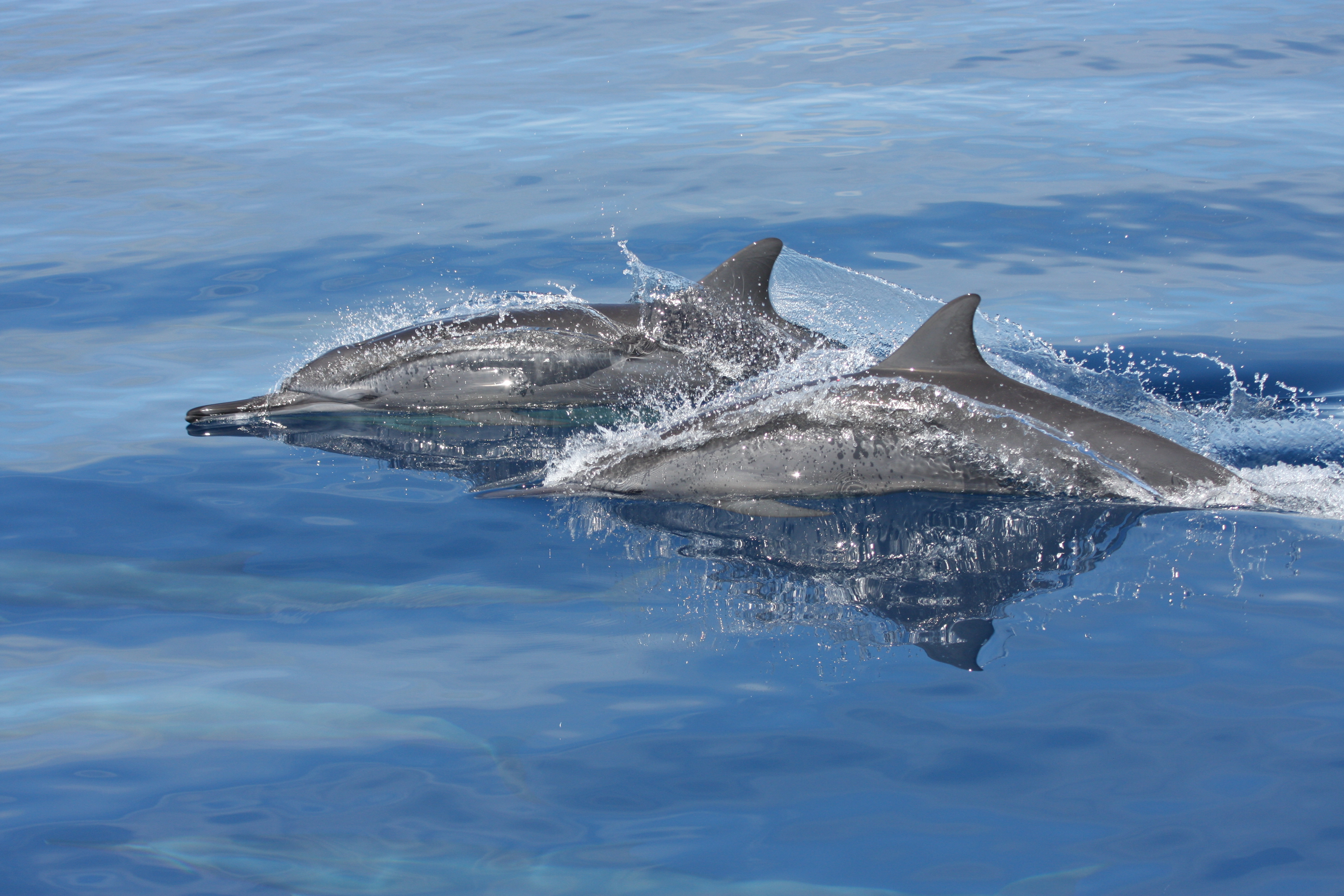
Tursiops aduncus
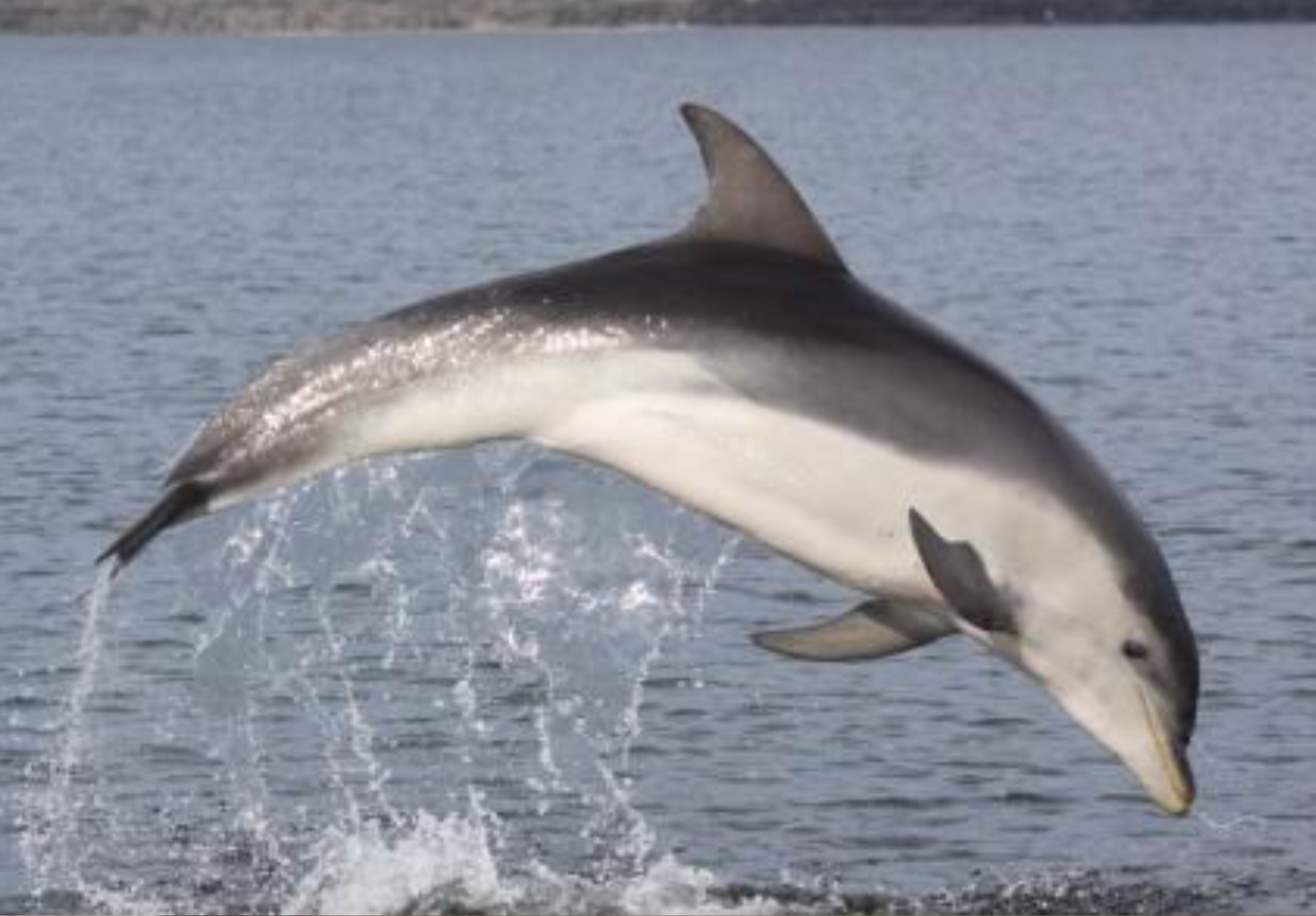
Tursiops australis
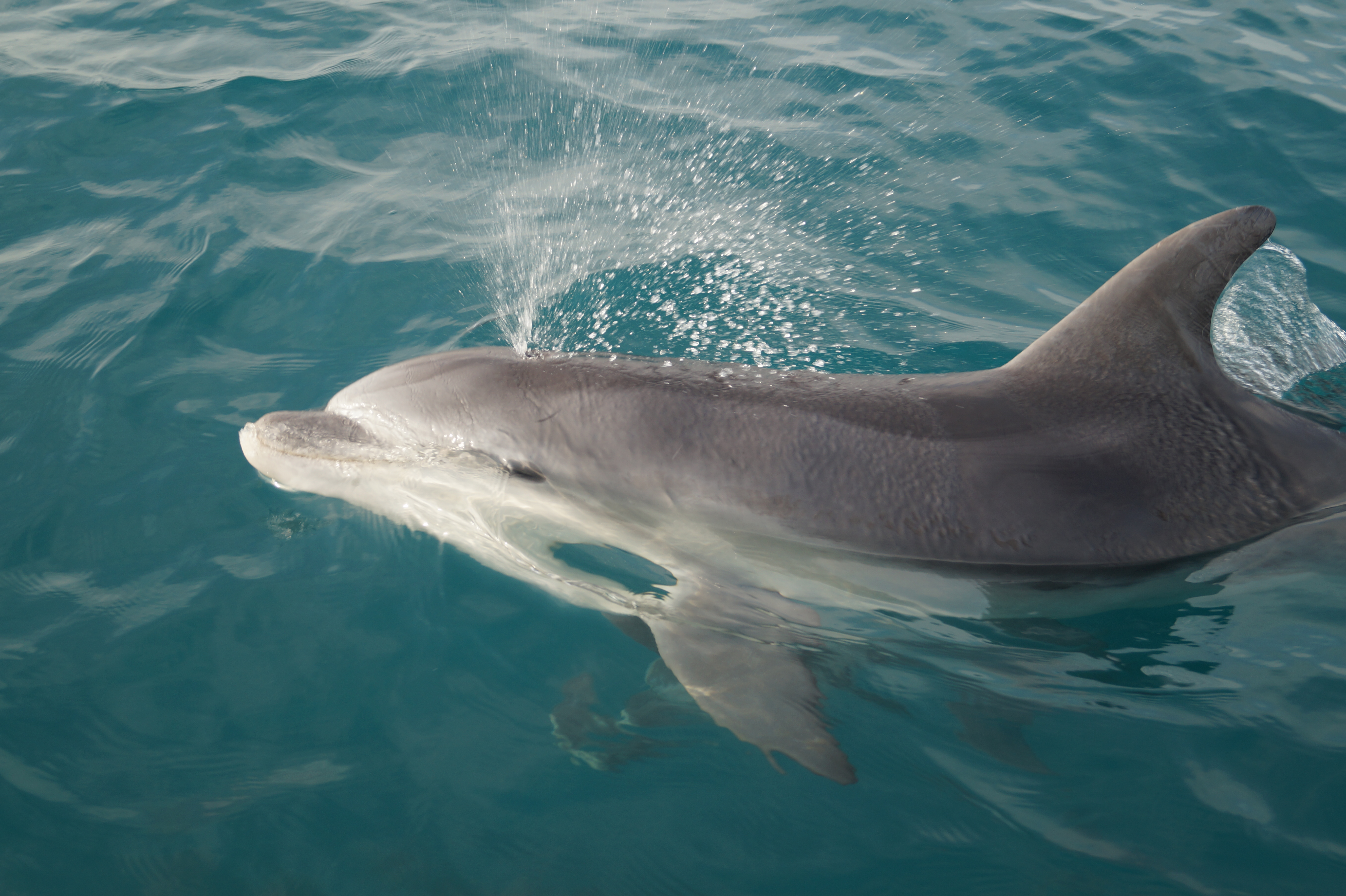
Tursiops truncatus